# Călin Ioan Bot
Călin Ioan Bot (Szurduk vagy Szurduk, 1970. július 24. –) román görögkatolikus pap, lugosi segédpüspök.

## Pályafutása
1995. szeptember 10-én szentelték pappá Tihón.

### Püspöki pályafutása
Ferenc pápa 2020. január 22-én lugosi segédpüspökké és abrittumi címzetes püspökké nevezte ki. Június 21-én szentelte püspökké a balázsfalvi Szentháromság-székesegyházban Lucian Mureșan fogaras-gyulafehérvári nagyérsek, Alexandru Mesian lugosi püspök és Claudiu-Lucian Pop mariammei címzetes püspök segédletével.